# Удар скорпиона
Удар скорпиона (англ. scorpion kick, англ. reverse bicycle kick, англ. back hammer kick, исп. El escorpión) — футбольный финт, — отражение мяча голкипером (или полевым игроком) пятками в прыжке. Своё название получил за схожесть с атакой скорпиона, поражающего свою жертву. Автором и первым исполнителем этого футбольного приёма считается колумбийский вратарь Рене Игита.

## Первая демонстрация сэйва в матче и реакция на него

Скорпион наносит удар.

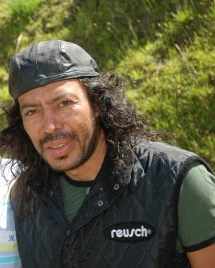
Рене Игита в 2007 году.

6 сентября 1995 года на 21-й минуте первого тайма товарищеского матча со сборной Англии колумбийский голкипер Рене Игита (по прозвищу «Сумасшедший») на стадионе «Уэмбли» впервые в реальном футбольном матче продемонстрировал сэйв в присутствии около 16 000 англичан и около 4000 колумбийцев. Один из британских футболистов задержался в штрафной площадке сборной Колумбии и попал в офсайд. Боковой судья увидел это и уже готовился поднять флаг (по другой версии он даже поднял флаг, но рефери его не заметил), но мяч в это время слетел с ноги Джейми Реднаппа и полетел не в сторону футболиста, находившегося в положении вне игры, а прямо в ворота Игиты. Увидев летящий после удара английского полузащитника ему за спину мяч, вратарь отступил на несколько шагов, чтобы не потерять его из виду. Затем он сложил тело, словно имитируя скорпиона, пытающегося ударить жалом жертву. Голкипер позволил мячу пройти над собой, а затем неожиданно отразил его ударом подошв своих бутс. Падая, он упёрся руками в землю. По утверждению журналистов, Игита прекрасно понимал, что любители футбола оценят и разрекламируют сэйв. «Удар скорпиона» многократно транслировался по телевидению, а в прессе появились целые статьи, которые детально разбирали этот технический приём.
После матча голкипер извинился перед командой за рискованный сэйв, а в интервью журналистам сказал: «Этот удар был не выпендрёжем, а скорее необходимостью. Я видел, что игрок сборной Англии был в офсайде, видел, что судья реагирует на этот момент, но никак не ожидал, что мяч полетит в ворота. Если бы я попробовал отбить его руками, то облажался бы и пропустил гол. Сэйв ногами получился результативнее и эффектнее».
Нападающий колумбийской сборной Иван Валенсиано позже утверждал, что он, как и другие футболисты, ожидал, что голкипер возьмёт мяч в руки. Его решение оказалось для них полной неожиданностью. Другой участник матча — колумбиец Фаустино Асприлья утверждал, что растерянные футболисты обеих команд переглянулись и посмотрели на рефери, ожидая свистка. Британский футбольный журналист Джонатан Уилсон в своей книге о лучших вратарях XX—XXI веков писал, что исполненный Игитой сэйв

«говорит о невероятной внимательности голкипера; если нет, как же тогда назвать „Удар скорпиона“? Великолепно исполненным, да, но это было такое смехотворное потакание собственному желанию порисоваться. И всё же, не будь его, нашлась ли хоть одна причина, по которой люди вспоминали бы потом этот унылый безголевой матч? Что бы он ни творил, Игита делал футбольные матчи запоминающимися»— Джонатан Уилсон. Непробиваемые. Истории о лучших вратарях мира
Известный российский вратарь Игорь Акинфеев вспоминал: «Когда я увидел знаменитый „удар скорпиона“ Рене Игиты, я сказал: „Этот парень сумасшедший! Ему повезло, что он позвоночник себе не сломал“».
Вратари разных команд позже повторяли сэйв Игиты. Пресса сообщала об ударе скорпиона в исполнении вратаря бразильского клуба «Сан-Паулу» Сидау в товарищеском матче между друзьями Роналдиньо и звёздами бразильского чемпионата. Журналисты часто называют ударом скорпиона и гол, забитый одной пяткой через себя. Среди подобных голов мяч, забитый полузащитником немецкого клуба «Зандхаузен» Мануэлем Штифлером в матче немецкой Второй Бундеслиги в игре против «Бохума» в 2018 году, и мяч, забитый нападающим тульского «Арсенала» Лукой Джорджевичем в матче чемпионата России против «Оренбурга» также в 2018 году.
В 2008 году «удар скорпиона» был назван лучшим в истории футбола финтом по итогам опроса английского портала футбольного инвентаря Footy Boots и широко растиражирован английской прессой. Британский журнал «Спорт» поставил сэйв Игиты на 93-е место среди самых выдающихся событий в истории спорта. Авторы российской многотомной «Энциклопедии футбола» утверждают, что финт Игиты принято считать самым эффектным сэйвом всех времён. Во время своего прощального матча Диего Марадона, чтобы ещё раз увидеть феноменальный прыжок, специально подыграл Игите, позволив ему повторить финт спустя годы.

## Споры об авторстве финта
Сам Игита утверждал, что мысль о подобном сэйве посетила его, когда он наблюдал за упражнениями с мячом детей:

«Дети всегда были моим вдохновением. Я часто видел их на улице или в парке, тренирующих удар ножницами, и я сказал им, что было бы хорошо сделать это наоборот»— Адам Шерголд. Рене Игита поразил мир своим «ударом скорпиона», играя за сборную Колумбии против Англии на «Уэмбли» 20 лет назад
Корреспондент колумбийской газеты El Tiempo Пабло Ромеро утверждал, что впервые Игита увидел удар скорпиона, когда он был показан в 1990 году в рекламе безалкогольных напитков «Frutiño». Игита, по его словам, отрабатывал удар в течение пяти лет. «Люди думают, что Игита изобрёл сэйв в день на Уэмбли, но нет, он тренировал его ежедневно, говорил нам, что собирается использовать сэйв в игре, когда сможет. Он сделал это из-за своей индивидуальности, потому что это рискованно. Сэйв был увековечен этим. Не то чтобы это было нечто ожидаемое, но мы знали, что это может произойти в любое время», — рассказывал бывший игрок колумбийской сборной Виктор Аристисабаль. Аристисабаль сам 30 мая 1993 года забил такой гол в игре против Чили. Парагвайский футболист Роберто Кабаньяс забил гол скорпиона, когда играл в американском клубе «Нью-Йорк Космос» в 1983 году. Гораздо раньше, в 70-х годах, немецкий вратарь Зепп Майер уже демонстрировал удар скорпиона, но делал это не в официальном матче, а на тренировках. В 2012 году мексиканец Уго Санчес заявил, что изобрёл финт, играя за мадридский «Реал», но так и не смог продемонстрировать его в матче. Он назвал приём «ударом мула». «Я благодарю Игиту, который сделал этот приём известным, я его изобрел», — заявил Санчес.
Официальный сайт Южноамериканской конфедерации футбола называет автором футбольного финта парагвайского нападающего Арсенио Эрико, который исполнил его в августе 1934 года в матче «Индепендьенте» против клуба «Бока Хуниорс» в чемпионате Аргентины. Финт получил тогда в латиноамериканском футболе название «качели» (исп. balancines). Парагвайский журналист Альберто Кандия составил список тех футболистов, кто повторил финт вслед за Арсенио Эрико. Среди других в нём присутствует Альфредо ди Стефано.

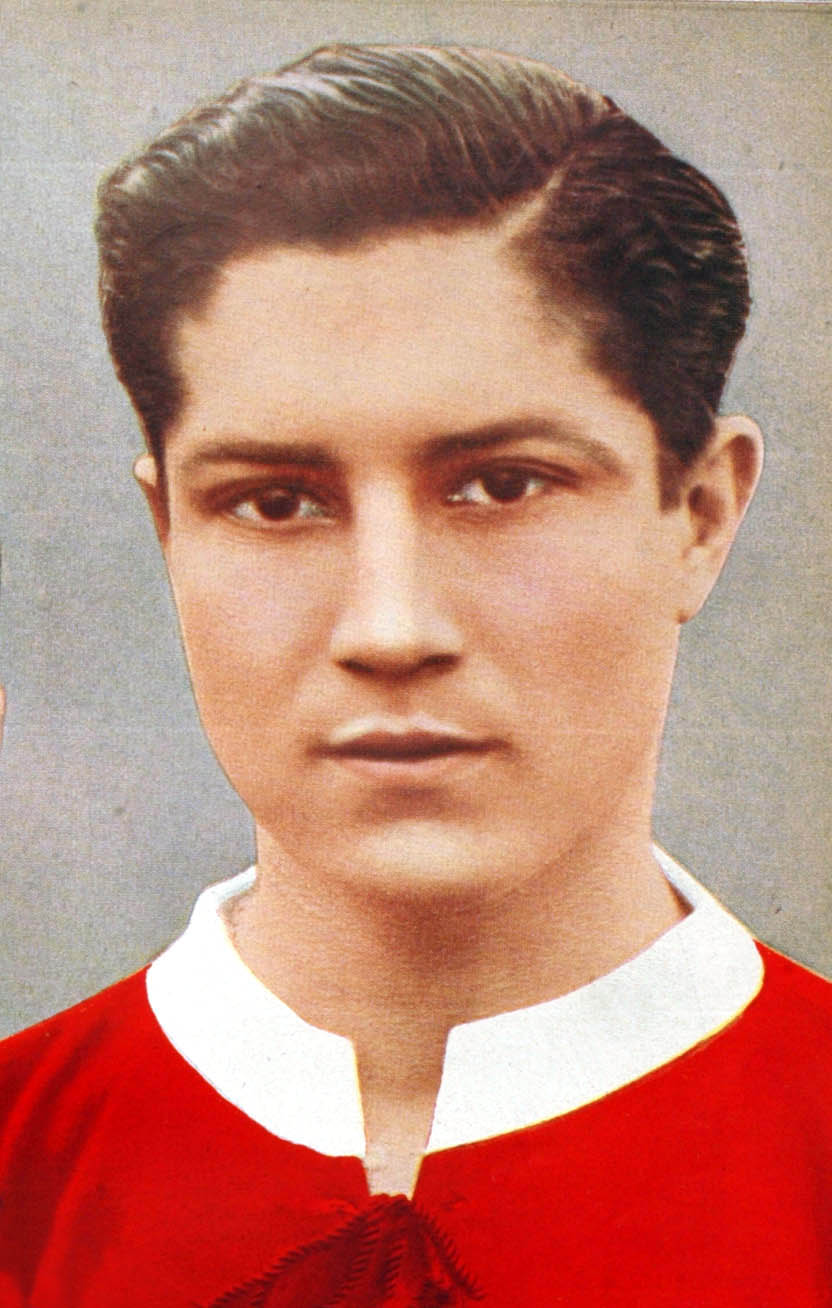
Нападающий Арсенио Эрико, фото 1934 года
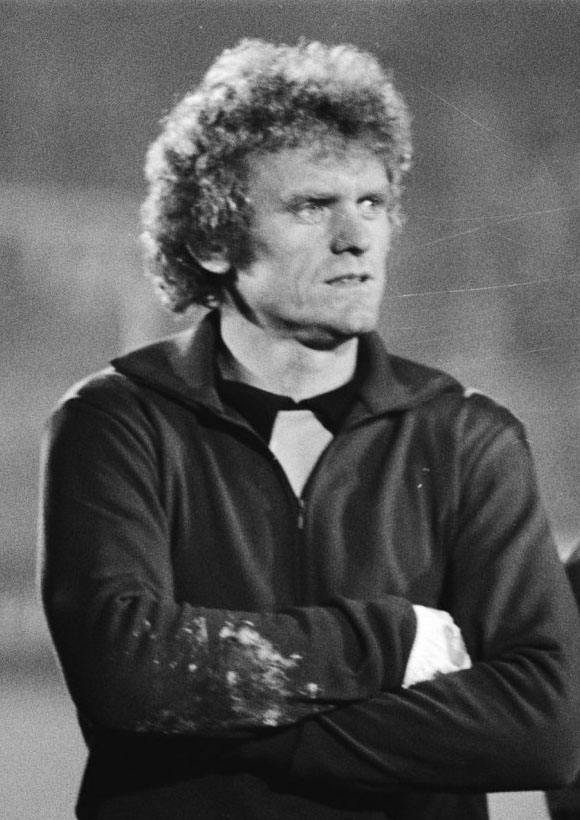
Вратарь Зепп Майер, фото 1978 года
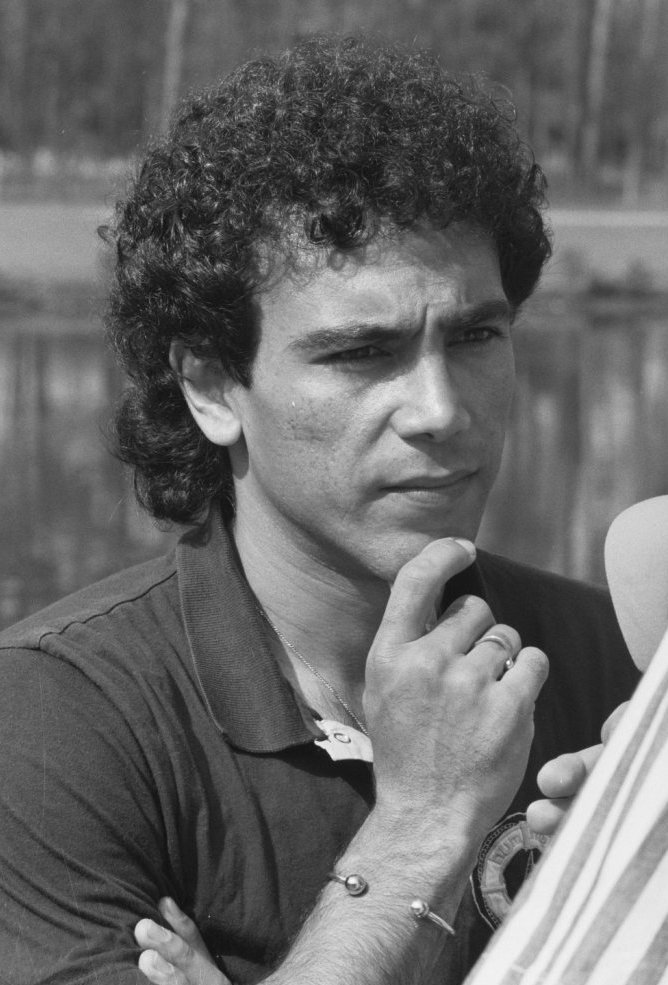
Нападающий Уго Санчес, фото 1988 года